# Lány egyéni műkorcsolya a 2020. évi téli ifjúsági olimpiai játékokon
A 2020. évi téli ifjúsági olimpiai játékokon a műkorcsolya lány egyéni versenyszámának rövid programját január 11-én, a kűrjét (szabad program) január 13-án rendezték a Lausanne-i Skating Arenában.
Az aranyérmet a dél-koreai Ju Jong (You Young) nyerte. A versenyszámban egy magyar versenyző, Schermann Regina vett részt.

## Versenynaptár
Az időpont(ok) helyi idő szerint olvashatóak (UTC +01:00):
| Dátum                     | Időpont     | Forduló       |
| ------------------------- | ----------- | ------------- |
| 2020. január 11., szombat | 16:10-18:31 | Rövid program |
| 2020. január 13., hétfő   | 14:30-17:06 | Szabadprogram |

## Eredmények

### Rövid program
| Hely. | Versenyző            | Nemzet                 | LV    | Az öt általános komponens pontszáma | Az öt általános komponens pontszáma | Az öt általános komponens pontszáma | Az öt általános komponens pontszáma | Az öt általános komponens pontszáma | PP    | TP    | ÖP.   | R  |
| Hely. | Versenyző            | Nemzet                 | LV    | KK.                                 | ÁM.                                 | EM.                                 | KG.                                 | KF.                                 | PP    | TP    | ÖP.   | R  |
| ----- | -------------------- | ---------------------- | ----- | ----------------------------------- | ----------------------------------- | ----------------------------------- | ----------------------------------- | ----------------------------------- | ----- | ----- | ----- | -- |
| 1.    | Ju Jong (You Young)  | Dél-Korea (KOR)        | 0,00  | 8,32                                | 8,04                                | 8,46                                | 8,39                                | 8,36                                | 33,26 | 40,25 | 73,51 | 15 |
| 2.    | Kszenyija Szinyicina | Oroszország (RUS)      | 0,00  | 8,07                                | 8,00                                | 8,14                                | 8,11                                | 8,25                                | 32,46 | 39,31 | 71,77 | 11 |
| 3.    | Anna Frolova         | Oroszország (RUS)      | 0,00  | 7,43                                | 7,32                                | 7,46                                | 7,46                                | 7,50                                | 29,74 | 39,33 | 69,07 | 10 |
| 4.    | Kavabe Mana          | Japán (JPN)            | 0,00  | 7,29                                | 7,07                                | 7,39                                | 7,32                                | 7,29                                | 29,09 | 36,75 | 65,84 | 7  |
| 5.    | Alina Urushadze      | Grúzia (GEO)           | 0,00  | 7,25                                | 7,00                                | 7,21                                | 7,39                                | 7,32                                | 28,94 | 34,16 | 63,10 | 16 |
| 6.    | Alessia Tornaghi     | Olaszország (ITA)      | 0,00  | 6,93                                | 6,75                                | 7,07                                | 7,04                                | 7,04                                | 27,86 | 34,33 | 62,19 | 14 |
| 7.    | Audrey Shin          | Egyesült Államok (USA) | 0,00  | 6,71                                | 6,54                                | 6,64                                | 6,86                                | 6,89                                | 26,91 | 33,45 | 60,36 | 2  |
| 8.    | Maïa Mazzara         | Franciaország (FRA)    | 0,00  | 6,46                                | 6,07                                | 6,54                                | 6,46                                | 6,46                                | 25,60 | 33,88 | 59,48 | 9  |
| 9.    | Jekatyerina Rjabova  | Azerbajdzsán (AZE)     | 0,00  | 6,86                                | 6,64                                | 6,82                                | 7,11                                | 7,04                                | 27,58 | 31,72 | 59,30 | 13 |
| 10.   | Kate Wang            | Egyesült Államok (USA) | 0,00  | 6,11                                | 5,82                                | 6,04                                | 6,07                                | 5,96                                | 24,01 | 30,74 | 54,75 | 6  |
| 11.   | Schermann Regina     | Magyarország (HUN)     | 0,00  | 5,86                                | 5,64                                | 5,79                                | 5,96                                | 5,82                                | 23,26 | 27,36 | 50,62 | 5  |
| 12.   | Catherine Carle      | Kanada (CAN)           | 0,00  | 6,18                                | 5,86                                | 5,93                                | 6,18                                | 5,96                                | 24,08 | 25,49 | 49,57 | 1  |
| 13.   | Anaïs Coraducci      | Svájc (SUI)            | -1,00 | 5,86                                | 5,75                                | 5,79                                | 6,04                                | 5,93                                | 23,49 | 25,54 | 48,03 | 8  |
| 14.   | Eva-Lotta Kiibus     | Észtország (EST)       | -1,00 | 6,39                                | 6,25                                | 6,14                                | 6,57                                | 6,39                                | 25,39 | 22,24 | 46,63 | 12 |
| 15.   | Nella Pelkonen       | Finnország (FIN)       | 0,00  | 5,54                                | 5,18                                | 5,43                                | 5,43                                | 5,32                                | 21,51 | 23,62 | 45,13 | 3  |
| 16.   | Ivelina Bajcseva     | Bulgária (BUL)         | 0,00  | 5,50                                | 5,39                                | 5,46                                | 5,61                                | 5,39                                | 21,88 | 22,02 | 43,90 | 4  |

### Szabadprogram
| Hely. | Versenyző            | Nemzet                 | LV    | Az öt általános komponens pontszáma | Az öt általános komponens pontszáma | Az öt általános komponens pontszáma | Az öt általános komponens pontszáma | Az öt általános komponens pontszáma | PP    | TP    | ÖP.    | R  |
| Hely. | Versenyző            | Nemzet                 | LV    | KK.                                 | ÁM.                                 | EM.                                 | KG.                                 | KF.                                 | PP    | TP    | ÖP.    | R  |
| ----- | -------------------- | ---------------------- | ----- | ----------------------------------- | ----------------------------------- | ----------------------------------- | ----------------------------------- | ----------------------------------- | ----- | ----- | ------ | -- |
| 1.    | Ju Jong (You Young)  | Dél-Korea (KOR)        | 0,00  | 8,57                                | 8,11                                | 8,57                                | 8,43                                | 8,43                                | 67,38 | 73,11 | 140,49 | 16 |
| 2.    | Kszenyija Szinyicina | Oroszország (RUS)      | -1,00 | 8,04                                | 7,96                                | 7,96                                | 8,14                                | 8,14                                | 64,38 | 64,88 | 128,26 | 15 |
| 3.    | Kavabe Mana          | Japán (JPN)            | -1,00 | 7,64                                | 7,21                                | 7,43                                | 7,50                                | 7,36                                | 59,43 | 60,95 | 119,38 | 13 |
| 4.    | Anna Frolova         | Oroszország (RUS)      | -2,00 | 7,57                                | 7,43                                | 7,29                                | 7,50                                | 7,46                                | 59,60 | 61,05 | 118,65 | 14 |
| 5.    | Alessia Tornaghi     | Olaszország (ITA)      | 0,00  | 7,25                                | 7,11                                | 7,39                                | 7,39                                | 7,29                                | 58,28 | 58,13 | 116,41 | 11 |
| 6.    | Alina Urushadze      | Grúzia (GEO)           | 0,00  | 7,36                                | 7,18                                | 7,46                                | 7,61                                | 7,61                                | 59,57 | 56,83 | 116,40 | 12 |
| 7.    | Audrey Shin          | Egyesült Államok (USA) | -1,00 | 7,11                                | 6,82                                | 7,11                                | 7,18                                | 7,14                                | 56,58 | 60,73 | 116,31 | 10 |
| 8.    | Jekatyerina Rjabova  | Azerbajdzsán (AZE)     | 0,00  | 6,82                                | 6,43                                | 6,82                                | 6,82                                | 6,82                                | 53,93 | 56,14 | 110,07 | 9  |
| 9.    | Maïa Mazzara         | Franciaország (FRA)    | -1,00 | 6,71                                | 6,43                                | 6,61                                | 6,61                                | 6,64                                | 52,81 | 54,87 | 106,68 | 8  |
| 10.   | Anaïs Coraducci      | Svájc (SUI)            | -1,00 | 6,25                                | 6,18                                | 6,25                                | 6,36                                | 6,43                                | 50,36 | 53,50 | 102,86 | 4  |
| 11.   | Catherine Carle      | Kanada (CAN)           | -2,00 | 6,21                                | 5,79                                | 5,82                                | 6,04                                | 6,00                                | 47,77 | 48,08 | 93,85  | 3  |
| 12.   | Eva-Lotta Kiibus     | Észtország (EST)       | -2,00 | 6,25                                | 5,82                                | 5,61                                | 6,04                                | 5,93                                | 47,44 | 46,63 | 92,07  | 2  |
| 13.   | Schermann Regina     | Magyarország (HUN)     | -2,00 | 6,04                                | 5,86                                | 5,68                                | 6,04                                | 5,89                                | 47,21 | 45,99 | 91,20  | 7  |
| 14.   | Kate Wang            | Egyesült Államok (USA) | -1,00 | 6,00                                | 5,79                                | 5,71                                | 6,00                                | 5,71                                | 46,74 | 40,68 | 86,42  | 6  |
| 15.   | Ivelina Bajcseva     | Bulgária (BUL)         | -1,00 | 5,75                                | 5,50                                | 5,57                                | 5,68                                | 5,54                                | 44,86 | 41,07 | 84,93  | 5  |
| 16.   | Nella Pelkonen       | Finnország (FIN)       | -1,00 | 5,43                                | 5,21                                | 4,96                                | 5,39                                | 5,11                                | 41,77 | 32,52 | 73,29  | 1  |

### Összesítés
| Hely. | Versenyző            | Nemzet                 | ÖP.    | Eredmények | Eredmények | Eredmények | Eredmények |
| Hely. | Versenyző            | Nemzet                 | ÖP.    | Hely.      | RP.        | Hely.      | SP.        |
| ----- | -------------------- | ---------------------- | ------ | ---------- | ---------- | ---------- | ---------- |
| 1.    | Ju Jong (You Young)  | Dél-Korea (KOR)        | 214,00 | 1          | 73,51      | 1          | 140,49     |
| 2.    | Kszenyija Szinyicina | Oroszország (RUS)      | 200,03 | 2          | 71,77      | 2          | 128,26     |
| 3.    | Anna Frolova         | Oroszország (RUS)      | 187,72 | 3          | 69,07      | 4          | 118,65     |
| 4.    | Kavabe Mana          | Japán (JPN)            | 185,22 | 4          | 65,84      | 3          | 119,38     |
| 5.    | Alina Urushadze      | Grúzia (GEO)           | 179,50 | 5          | 63,10      | 6          | 116,40     |
| 6.    | Alessia Tornaghi     | Olaszország (ITA)      | 178,60 | 6          | 62,19      | 5          | 116,41     |
| 7.    | Audrey Shin          | Egyesült Államok (USA) | 176,67 | 7          | 60,36      | 7          | 116,31     |
| 8.    | Jekatyerina Rjabova  | Azerbajdzsán (AZE)     | 169,37 | 9          | 59,30      | 8          | 110,07     |
| 9.    | Maïa Mazzara         | Franciaország (FRA)    | 166,16 | 8          | 59,48      | 9          | 106,68     |
| 10.   | Anaïs Coraducci      | Svájc (SUI)            | 150,89 | 13         | 48,03      | 10         | 102,86     |
| 11.   | Catherine Carle      | Kanada (CAN)           | 143,42 | 12         | 49,57      | 11         | 93,85      |
| 12.   | Schermann Regina     | Magyarország (HUN)     | 141,82 | 11         | 50,62      | 13         | 91,20      |
| 13.   | Kate Wang            | Egyesült Államok (USA) | 141,17 | 10         | 54,75      | 14         | 86,42      |
| 14.   | Eva-Lotta Kiibus     | Észtország (EST)       | 138,70 | 14         | 46,63      | 12         | 92,07      |
| 15.   | Ivelina Bajcseva     | Bulgária (BUL)         | 128,83 | 16         | 43,90      | 15         | 84,93      |
| 16.   | Nella Pelkonen       | Finnország (FIN)       | 118,42 | 15         | 45,13      | 16         | 73,29      |

____
Magyarázat:
• Hely. = helyezés • LV = levonás • KK = korcsolyázó képesség • ÁM = átmentések • EM = előadás(mód)/kivitelezés • KG = koreográfia • KF = kifejező képesség • PP = program pontszám • TP = technikai pontszám • ÖP = összes pontszám • R = rajtszám • RP. = rövid program • SP. = szabadprogram (kűr)